# Charles François de Roo van Alderwerelt
Charles François de Roo van Alderwerelt (Bloemendaal, 20 september 1901 – Utrecht, 29 januari 1959) was een Nederlands politicus van de CHU.
Hij was een zoon van Charles François de Roo van Alderwerelt (1863-1944; koopman) en Margaretha Sophia Diemont (1867-1952), telg uit het geslacht Diemont. Hij was hoogheemraad bij het Hoogheemraadschap van de Lekdijk Bovendams en secretaris-penningmeester bij het Waterschap Heycop genaamd De Lange Vliet en het Grootwaterschap Bijleveld en De Meerndijk. In 1952 werd De Roo van Alderwerelt waarnemend burgemeester van de gemeenten Oudenrijn, Harmelen en Veldhuizen. Twee jaar later was er een gemeente herindeling waarbij Oudenrijn en Veldhuizen werden opgeheven (kwamen deels bij de nieuwe gemeente Vleuten-De Meern) en Harmelen kreeg een kroonbenoemde burgemeester. In 1956 volgde zijn benoeming tot burgemeester van Leusden en Stoutenburg. Begin 1959 overleed hij op 57-jarige leeftijd in het Utrechtse Diakonessenhuis.